# Symfonische ouverture (Heyerdahl)
De Symfonische ouverture (Noors: Symfonisk ouverture) is een compositie van Anders Heyerdahl. Het is een van de weinige werken van deze Noorse componist, die hij schreef voor orkest. Het werk werd na voltooiing diverse malen uitgevoerd, maar werd niet officieel uitgegeven. Het bleef alleen in manuscriptvorm bewaard.
Uitvoeringen:
- uitgevoerd 25 oktober 1916 door militair orkest
- 27 januari 1917 door het orkest van het Nationaltheatret o.l.v. Karl Nissen
- uitgevoerd 23 maart 1917 door de voorloper van het Oslo Filharmoniske Orkester (Musikforeningen) o.l.v. Karl Nissen (openbare generale repetitie)
- uitgevoerd 24 maart 1917 idem o.l.v. Karl Nissen (concert)
- uitgevoerd 14-4-1918 (Folkekonsert) in het Nationaltheatret, de dirigent daarbij was Johan Halvorsen of Gustav Lange.